# Associazione Calcistica Perugia Calcio 2020-2021
Questa voce raccoglie le informazioni riguardanti l'Associazione Calcistica Perugia Calcio nelle competizioni ufficiali della stagione 2020-2021.

## Stagione
Nella stagione 2020-2021 il Perugia disputa il girone B del campionato di Serie C, lo vince con 79 punti, tanti quanti quelli raccolti dal Padova, ma con gli scontri diretti a favore degli umbri, che ritrovano subito la Serie B, persa lo scorso torneo ai Play-out con il Pescara. Il Perugia guidato da Fabio Caserta raccoglie 36 punti nel girone di andata chiuso al terzo posto, poi nel girone di ritorno fa meglio di tutti, nelle ultime partite del torneo riesce a scavalcare il Sudtirol, e ad affiancare il Padova, decisiva la terz'ultima giornata, con la sconfitta a Modena dei patavini e la vittoria a Ravenna del Perugia. Con 11 reti in campionato è stato Jacopo Murano il miglior marcatore umbro. Per questa stagione non è stata disputata la Coppa Italia di Serie C. Al termine del torneo il Perugia ha disputato la Supercoppa di Serie C 2021 tra le tre squadre che hanno vinto i tre gironi della Serie C, il successo è arriso alla Ternana, che ha vinto il girone C, che ha superato il Perugia (1-0) ed il Como (0-3).

## Divise e sponsor
Lo sponsor tecnico per la stagione 2020-2021 è Frankie Garage. Sulle divise da gioco trovano spazio il main sponsor BallSystem ed il second sponsor Conad, oltreché il back sponsor Fortinfissi; sul pantaloncino è posto lo sponsor Mericat.

## Organigramma societario
Area direttiva
- Presidente: Massimiliano Santopadre
- Vicepresidente: Stefano Cruciani
- Direttore generale: Gianluca Comotto
- Segretario generale: Chiara Zuppardo
- Segretario sportivo: Eleonora Massetti
- Responsabili amministrazione: Sandro Angelo Paiano, Giancarlo Paiano
- Ufficio amministrativo: Chiara Cinelli
- Ufficio legale: Carlo Calvieri, Gianluca Calvieri
- Ufficio consulenti: Mario Mincigrucci, Valentina Bastianini
- Direttore manutenzione impianti: Gianluca Bellucci

Area comunicazione e marketing
- Responsabile marketing: Marco Santoboni
- Responsabile commerciale: Stefano Politelli
- Responsabile ufficio stampa: Francesco Baldoni, Giacomo Cangi
- Area marketing e commerciale: Giorgia Mastrini, Valentino Fronduti
- Supporter Liaison Officer: Simone Leorsini
- Responsabile biglietteria: Tiziana Barbetti
- Responsabile protezione dati personali: Alessia Nataloni
- Delegato alla sicurezza: Michele Diosono
- Supporters Liaison Officer: Massimiliano Rossi

Area sportiva
- Responsabile Scouting: Jacopo Giugliarelli
- Direttore sportivo: Marco Giannitti

Area tecnica
- Allenatore: Fabio Caserta
- Allenatore in seconda: Salvatore Accursi
- Preparatore atletico: Francesco Chinnici
- Preparatore dei portieri: Fulvio Flavoni

Area sanitaria
- Responsabile sanitario: Giuliano Cerulli
- Medici sociali: Michele Bisogni, Giuseppe De Angelis, Mauro Faleburle, Lamberto Boranga, Marco Martinelli, Riccardo Bogini
- Massofisioterapisti: Renzo Luchini, Mirco Lanari, Stefano Gigli
- Riatletizzatore: Gianluca Carboni

## Rosa
Rosa aggiornata al 9 ottobre 2020.
| N. |                    | Ruolo | Calciatore               |
| -- | ------------------ | ----- | ------------------------ |
| 1  | Italia (bandiera)  | P     | Andrea Fulignati         |
| 2  | Italia (bandiera)  | D     | Aleandro Rosi (capitano) |
| 3  | Italia (bandiera)  | D     | Alessandro Favalli       |
| 4  | Italia (bandiera)  | D     | Filippo Sgarbi           |
| 5  | Italia (bandiera)  | D     | Gabriele Angella         |
| 6  | Italia (bandiera)  | D     | Salvatore Monaco         |
| 7  | Italia (bandiera)  | A     | Salvatore Elia           |
| 8  | Italia (bandiera)  | C     | Salvatore Burrai         |
| 9  | Italia (bandiera)  | A     | Federico Melchiorri      |
| 10 | Romania (bandiera) | C     | Vlad Dragomir            |
| 11 | Italia (bandiera)  | A     | Jacopo Murano            |
| 12 | Italia (bandiera)  | P     | Lorenzo Bocci            |
| 13 | Grecia (bandiera)  | C     | Dimitrios Sounas         |
| 14 | Italia (bandiera)  | D     | Carlo Crialese           |
| 15 | Guinea (bandiera)  | C     | Amara Konate             |

| N. |                           | Ruolo | Calciatore           |
| -- | ------------------------- | ----- | -------------------- |
| 16 | Italia (bandiera)         | A     | Alberto Lunghi       |
| 17 | Italia (bandiera)         | C     | Marco Moscati        |
| 18 | Italia (bandiera)         | C     | Mattia Minesso       |
| 19 | Francia (bandiera)        | C     | Valentin Vanbaleghem |
| 20 | Italia (bandiera)         | A     | Andrea Bianchimano   |
| 21 | Italia (bandiera)         | D     | Francesco De Marco   |
| 22 | Italia (bandiera)         | P     | Paolo Baiocco        |
| 23 | Italia (bandiera)         | C     | Marcello Falzerano   |
| 24 | Italia (bandiera)         | D     | Stefano Negro        |
| 25 | Italia (bandiera)         | D     | Alessandro Tozzuolo  |
| 26 | Italia (bandiera)         | A     | Mattia Russo         |
| 27 | Italia (bandiera)         | D     | Tommaso Cancellotti  |
| 28 | Costa d'Avorio (bandiera) | C     | Christian Kouan      |
| 29 | Israele (bandiera)        | C     | Liran Rigen          |

## Calciomercato

### Sessione estiva (dal 01/09 al 05/10)
| Acquisti | Acquisti             | Acquisti     | Acquisti      |
| R.       | Nome                 | da           | Modalità      |
| -------- | -------------------- | ------------ | ------------- |
| P        | Paolo Baiocco        | Paganese     | definitivo    |
| D        | Tommaso Cancellotti  | Teramo       | definitivo    |
| D        | Carlo Crialese       | Pro Vercelli | prestito      |
| D        | Francesco De Marco   | Cassino      | definitivo    |
| D        | Alessandro Favalli   | Reggiana     | definitivo    |
| D        | Salvatore Monaco     | Cosenza      | fine prestito |
| D        | Stefano Negro        | Monza        | prestito      |
| C        | Salvatore Burrai     | Pordenone    | definitivo    |
| C        | Marco Moscati        | Trapani      | fine prestito |
| C        | Dimitrios Sounas     | Reggina      | definitivo    |
| C        | Valentin Vanbaleghem | Châteauroux  | definitivo    |
| A        | Andrea Bianchimano   | Catanzaro    | fine prestito |
| A        | Salvatore Elia       | Atalanta     | prestito      |
| A        | Mattia Minesso       | Pisa         | prestito      |
| A        | Jacopo Murano        | Potenza      | definitivo    |

| Cessioni | Cessioni                | Cessioni        | Cessioni      |
| R.       | Nome                    | a               | Modalità      |
| -------- | ----------------------- | --------------- | ------------- |
| P        | Lorenzo Ruggieri        | Genoa           | fine prestito |
| P        | Guglielmo Vicario       | Cagliari        | fine prestito |
| D        | Romario Benzar          | Lecce           | fine prestito |
| D        | Gianluca Di Chiara      | Reggina         | prestito      |
| D        | Nicola Falasco          | Pordenone       | definitivo    |
| D        | Norbert Gyömbér         | Salernitana     | definitivo    |
| D        | Pasquale Mazzocchi      | Venezia         | definitivo    |
| D        | Mardochee Nzita         | Pescara         | prestito      |
| D        | Slobodan Rajković       | Lokomotiv Mosca | definitivo    |
| C        | Andrija Balić           | Udinese         | fine prestito |
| C        | Marco Carraro           | Atalanta        | fine prestito |
| C        | Paolo Fernandes         | Manchester City | fine prestito |
| C        | Leandro Greco           | Südtirol        | definitivo    |
| C        | Hans Nicolussi Caviglia | Juventus U23    | fine prestito |
| A        | Giuseppe Barone         | Salernitana     | svincolato    |
| A        | Christian Capone        | Atalanta        | fine prestito |
| A        | Diego Falcinelli        | Bologna         | fine prestito |
| A        | Pietro Iemmello         | Benevento       | fine prestito |

### Sessione invernale (dal 04/01 al 01/02)
| Acquisti | Acquisti | Acquisti | Acquisti |
| R.       | Nome     | da       | Modalità |
| -------- | -------- | -------- | -------- |

| Cessioni | Cessioni | Cessioni | Cessioni |
| R.       | Nome     | a        | Modalità |
| -------- | -------- | -------- | -------- |

## Risultati

### Serie C

#### Girone di andata
| Arbitro: | Cascone (Nocera Inferiore) |

|                          |           |                        |
| Kouan 48’ Melchiorri 67’ | Marcatori | 17’ Marino 37’ Ferrara |

| Arbitro: | Zufferli (Udine) |

|  |           |           |
|  | Marcatori | 56’ Kouan |

| Arbitro: | Perenzoni (Rovereto) |

|            |           |                                |
| Murano 19’ | Marcatori | 20’ Caturano 65’ (aut.) Murano |

| Arbitro: | Bitonti (Bologna) |

|                                               |           |                    |
| Cheddira 1’ Zibert 6’, 58’ Ganz 77’ Zappa 85’ | Marcatori | 75’ (rig.) Moscati |

| Arbitro: | Pashuku (Albano Laziale) |

|                              |           |  |
| Negro 12’ Moscati 43’ (rig.) | Marcatori |  |

| Arbitro: | Panettella (Bari) |

|  |           |                                |
|  | Marcatori | 15’ Melchiorri 76’ Bianchimano |

| Arbitro: | Fontani (Siena) |

|                         |           |                  |
| Murano 51’ Dragomir 84’ | Marcatori | 76’ Stramaccioni |

| Arbitro: | Rutella (Enna) |

|  |           |            |
|  | Marcatori | 24’ Murano |

| Arbitro: | Vigile (Cosenza) |

|                  |           |                |
| Botta 21’ (rig.) | Marcatori | 38’ Melchiorri |

| Arbitro: | Marcenaro (Genova) |

|                                        |           |  |
| Sgarbi 56’ Bianchimano 69’, 86’ (rig.) | Marcatori |  |

| Carpi 15 novembre 2020, ore CET 11ª giornata | Carpi              | 0 – 0 | Perugia | Stadio Sandro Cabassi\| Arbitro: \| Feliciani (Teramo) \| |
| Arbitro:                                     | Feliciani (Teramo) |       |         |                                                           |

| Perugia 22 novembre 2020, ore CET 12ª giornata | Perugia                     | 0 – 0 | Gubbio | Stadio Renato Curi\| Arbitro: \| Bordin (Bassano del Grappa) \| |
| Arbitro:                                       | Bordin (Bassano del Grappa) |       |        |                                                                 |

| Arbitro: | Cosso (Reggio Calabria) |

|               |           |               |
| Casiraghi 41’ | Marcatori | 3’ Melchiorri |

| Arbitro: | Maggio (Lodi) |

|                        |           |  |
| Melchiorri 9’ Elia 29’ | Marcatori |  |

| Arbitro: | Zamagni (Cesena) |

|                           |           |                              |
| Murano 83’ Melchiorri 87’ | Marcatori | 40’ Marcandella 78’ Delcarro |

| Arbitro: | Di Graci (Como) |

|                 |           |                      |
| Boultam 4’, 40’ | Marcatori | 83’ (aut.) Tartaglia |

| Arbitro: | Frascaro (Firenze) |

|                       |           |               |
| Minesso 21’, 52’, 74’ | Marcatori | 62’ Franchini |

| Arbitro: | Carrione (Castellammare di Stabia) |

|                |           |                                        |
| Volpicelli 22’ | Marcatori | 11’ Murano 32’ Minesso 88’ (rig.) Vano |

| Arbitro: | Moriconi (Roma) |

|                                             |           |                             |
| Minesso 38’ Falzerano 57’ Burrai 60’ (rig.) | Marcatori | 24’ Ceccarelli 90+4’ Guerra |

#### Girone di ritorno
| Fano 24 gennaio 2021, ore CET 20ª giornata | Fano           | 0 – 0 | Perugia | Stadio Raffaele Mancini\| Arbitro: \| Carella (Bari) \| |
| Arbitro:                                   | Carella (Bari) |       |         |                                                         |

| Arbitro: | Natilla (Molfetta) |

|                                  |           |  |
| Elia 12’ Falzerano 13’ Kouan 87’ | Marcatori |  |

| Arbitro: | Feliciani (Teramo) |

|                        |           |                   |
| Cancellotti 90’ (aut.) | Marcatori | 60’ (aut.) Favale |

| Arbitro: | Costanza (Agrigento) |

|                                                |           |                         |
| Bianchimano 7’, 45+2’ Falzerano 25’ Burrai 51’ | Marcatori | 14’ Baniya 22’ Cheddira |

| Arbitro: | Rutella (Enna) |

|             |           |          |
| Boateng 56’ | Marcatori | 18’ Elia |

| Arbitro: | Luciani (Roma) |

|                                                |           |  |
| Elia 26’, 60’ Bianchimano 76’ Melchiorri 90+4’ | Marcatori |  |

| Arbitro: | Ricci (Firenze) |

|  |           |           |
|  | Marcatori | 26’ Kouan |

| Arbitro: | Zufferli (Udine) |

|                                 |           |  |
| Elia 14’ Favalli 43’ Murano 65’ | Marcatori |  |

| Arbitro: | Cascone (Nocera Inferiore) |

|            |           |              |
| Murano 29’ | Marcatori | 33’ Lombardo |

| Arbitro: | Colombo (Como) |

|             |           |  |
| Firenze 72’ | Marcatori |  |

| Arbitro: | Galipò (Firenze) |

|                        |           |  |
| Murano 32’ Minesso 68’ | Marcatori |  |

| Arbitro: | G. Miele (Nola) |

|                                      |           |                       |
| Signorini 69’, 74’ J. Pellegrini 87’ | Marcatori | 4’ Murano 90’ Angella |

| Arbitro: | Gualtieri (Asti) |

|            |           |  |
| Monaco 29’ | Marcatori |  |

| Arbitro: | Di Graci (Como) |

|  |           |          |
|  | Marcatori | 40’ Elia |

| Arbitro: | Cosso (Reggio Calabria) |

|  |           |                                   |
|  | Marcatori | 7’ Rosi 32’ Melchiorri 82’ Murano |

| Arbitro: | Tremolada (Monza) |

|                        |           |             |
| Murano 85’ Minesso 89’ | Marcatori | 62’ Litteri |

| Arbitro: | Fierro (Pistoia) |

|  |           |                                     |
|  | Marcatori | 54’ Rosi 74’ Bianchimano 89’ Burrai |

| Arbitro: | F. Longo (Paola) |

|                  |           |  |
| Minesso 27’, 49’ | Marcatori |  |

| Arbitro: | Gualtieri (Asti) |

|  |           |                          |
|  | Marcatori | 17’ Elia 71’ Bianchimano |

### Coppa Italia

#### Turni eliminatori
| Arbitro: | Massimi (Termoli) |

|              |           |                                             |
| Ghazoini 89’ | Marcatori | 12’ Rosi 24’ Murano 42’ Dragomir 46’ Lunghi |

| Arbitro: | Robilotta (Sala Consilina) |

|                                          |           |  |
| Bisoli 10’ Ayé 26’ (rig.) Mangraviti 71’ | Marcatori |  |

## Statistiche

### Statistiche di squadra
| Competizione | Punti | In casa | In casa | In casa | In casa | In casa | In casa | In trasferta | In trasferta | In trasferta | In trasferta | In trasferta | In trasferta | Totale | Totale | Totale | Totale | Totale | Totale | DR  |
| Competizione | Punti | G       | V       | N       | P       | Gf      | Gs      | G            | V            | N            | P            | Gf           | Gs           | G      | V      | N      | P      | Gf     | Gs     | DR  |
| ------------ | ----- | ------- | ------- | ------- | ------- | ------- | ------- | ------------ | ------------ | ------------ | ------------ | ------------ | ------------ | ------ | ------ | ------ | ------ | ------ | ------ | --- |
| Serie C      | 79    | 19      | 14      | 4       | 1       | 42      | 14      | 19           | 9            | 6            | 4            | 25           | 16           | 38     | 23     | 10     | 5      | 67     | 30     | +37 |
| Coppa Italia | -     | 0       | 0       | 0       | 0       | 0       | 0       | 2            | 1            | 0            | 1            | 4            | 4            | 2      | 1      | 0      | 1      | 4      | 4      | 0   |
| Totale       | 79    | 19      | 14      | 4       | 1       | 42      | 14      | 21           | 10           | 6            | 5            | 29           | 20           | 40     | 24     | 10     | 6      | 71     | 34     | +37 |

### Andamento in campionato
| Giornata  | 1  | 2 | 3  | 4  | 5  | 6 | 7 | 8 | 9 | 10 | 11 | 12 | 13 | 14 | 15 | 16 | 17 | 18 | 19 | 20 | 21 | 22 | 23 | 24 | 25 | 26 | 27 | 28 | 29 | 30 | 31 | 32 | 33 | 34 | 35 | 36 | 37 | 38 |
| --------- | -- | - | -- | -- | -- | - | - | - | - | -- | -- | -- | -- | -- | -- | -- | -- | -- | -- | -- | -- | -- | -- | -- | -- | -- | -- | -- | -- | -- | -- | -- | -- | -- | -- | -- | -- | -- |
| Luogo     | C  | T | C  | T  | C  | T | C | T | T | C  | T  | C  | T  | C  | C  | T  | C  | T  | C  | T  | C  | T  | C  | T  | C  | T  | C  | C  | T  | C  | T  | C  | T  | T  | C  | T  | C  | T  |
| Risultato | N  | V | P  | P  | V  | V | V | V | N | V  | N  | N  | N  | V  | N  | P  | V  | V  | V  | N  | V  | N  | V  | N  | V  | V  | V  | N  | P  | V  | N  | V  | V  | V  | V  | V  | V  | V  |
| Posizione | 15 | 6 | 12 | 13 | 10 | 8 | 7 | 5 | 5 | 4  | 5  | 5  | 6  | 5  | 5  | 5  | 4  | 4  | 2  | 2  | 3  | 3  | 3  | 2  | 2  | 2  | 2  | 2  | 2  | 2  | 2  | 2  | 2  | 2  | 2  | 1  | 1  | 1  |

Legenda:

Luogo: C = Casa; T = Trasferta. Risultato: V = Vittoria; N = Pareggio; P = Sconfitta.

### Statistiche dei giocatori
| Giocatore      | Serie C  | Serie C | Serie C     | Serie C    | Coppa Italia | Coppa Italia | Coppa Italia | Coppa Italia | Supercoppa Serie C | Supercoppa Serie C | Supercoppa Serie C | Supercoppa Serie C | Totale   | Totale | Totale      | Totale     |
| Giocatore      | Presenze | Reti    | Ammonizioni | Espulsioni | Presenze     | Reti         | Ammonizioni  | Espulsioni   | Presenze           | Reti               | Ammonizioni        | Espulsioni         | Presenze | Reti   | Ammonizioni | Espulsioni |
| -------------- | -------- | ------- | ----------- | ---------- | ------------ | ------------ | ------------ | ------------ | ------------------ | ------------------ | ------------------ | ------------------ | -------- | ------ | ----------- | ---------- |
| G. Angella     | 31       | 1       | 2           | 0          | 1            | 0            | 0            | 0            | 1                  | 0                  | 0                  | 0                  | 33       | 1      | 2           | 0          |
| P. Baiocco     | 0        | 0       | 0           | 0          | 0            | 0            | 0            | 0            | 0                  | 0                  | 0                  | 0                  | 0        | 0      | 0           | 0          |
| A. Bianchimano | 28       | 8       | 4           | 0          | 2            | 0            | 1            | 0            | 2                  | 0                  | 0                  | 0                  | 32       | 8      | 5           | 0          |
| L. Bocci       | 0        | 0       | 0           | 0          | 0            | 0            | 0            | 0            | 0                  | 0                  | 0                  | 0                  | 0        | 0      | 0           | 0          |
| S. Burrai      | 27       | 3       | 3           | 1          | 1            | 0            | 0            | 0            | 1                  | 0                  | 0                  | 0                  | 29       | 3      | 3           | 1          |
| T. Cancellotti | 19       | 0       | 4           | 0          | 2            | 0            | 1            | 0            | 1                  | 0                  | 0                  | 0                  | 22       | 0      | 5           | 0          |
| C. Crialese    | 25       | 0       | 6           | 0          | 1            | 0            | 1            | 0            | 1                  | 0                  | 0                  | 0                  | 27       | 0      | 7           | 0          |
| F. De Marco    | 0        | 0       | 0           | 0          | 0            | 0            | 0            | 0            | 0                  | 0                  | 0                  | 0                  | 0        | 0      | 0           | 0          |
| G. Di Noia     | 11       | 0       | 1           | 0          | 0            | 0            | 0            | 0            | 2                  | 0                  | 1                  | 0                  | 13       | 0      | 2           | 0          |
| V. Dragomir    | 15       | 1       | 2           | 0          | 2            | 1            | 0            | 0            | 0                  | 0                  | 0                  | 0                  | 17       | 2      | 2           | 0          |
| S. Elia        | 36       | 8       | 4           | 0          | 2            | 0            | 0            | 0            | 2                  | 1                  | 0                  | 0                  | 40       | 9      | 4           | 0          |
| M. Falzerano   | 30       | 3       | 1           | 0          | 1            | 0            | 0            | 0            | 0                  | 0                  | 0                  | 0                  | 31       | 3      | 1           | 0          |
| A. Favalli     | 20       | 1       | 1           | 0          | 1            | 0            | 0            | 0            | 1                  | 0                  | 0                  | 0                  | 22       | 1      | 1           | 0          |
| A. Fulignati   | 30       | -28     | 1           | 1          | 2            | -4           | 0            | 0            | 1                  | -1                 | 0                  | 0                  | 33       | -33    | 1           | 1          |
| A. Konate      | 2        | 0       | 0           | 0          | 1            | 0            | 0            | 0            | 0                  | 0                  | 0                  | 0                  | 3        | 0      | 0           | 0          |
| C. Kouan       | 29       | 4       | 9           | 0          | 1            | 0            | 0            | 0            | 1                  | 0                  | 0                  | 0                  | 31       | 4      | 9           | 0          |
| A. Lunghi      | 5        | 0       | 0           | 0          | 2            | 1            | 1            | 0            | 0                  | 0                  | 0                  | 0                  | 7        | 1      | 1           | 0          |
| F. Melchiorri  | 33       | 8       | 7           | 0          | 1            | 0            | 0            | 0            | 2                  | 1                  | 0                  | 0                  | 36       | 9      | 7           | 0          |
| M. Minesso     | 24       | 9       | 1           | 0          | 0            | 0            | 0            | 0            | 2                  | 0                  | 0                  | 0                  | 26       | 9      | 1           | 0          |
| S. Minelli     | 0        | 0       | 0           | 0          | 8            | -2           | 0            | 0            | 1                  | -1                 | 0                  | 0                  | 9        | -3     | 0           | 0          |
| S. Monaco      | 24       | 1       | 7           | 0          | 0            | 0            | 0            | 0            | 1                  | 0                  | 0                  | 0                  | 25       | 1      | 7           | 0          |
| M. Moscati     | 27       | 2       | 2           | 0          | 2            | 0            | 0            | 0            | 1                  | 0                  | 0                  | 0                  | 30       | 2      | 2           | 0          |
| K. Morina      | 1        | 0       | 0           | 0          | 0            | 0            | 0            | 0            | 0                  | 0                  | 0                  | 0                  | 1        | 0      | 0           | 0          |
| J. Murano      | 32       | 11      | 1           | 0          | 1            | 1            | 1            | 0            | 2                  | 0                  | 0                  | 0                  | 35       | 12     | 2           | 0          |
| S. Negro       | 12       | 1       | 2           | 0          | 1            | 0            | 0            | 0            | 0                  | 0                  | 0                  | 0                  | 13       | 1      | 2           | 0          |
| L. Rigen       | 0        | 0       | 0           | 0          | 0            | 0            | 0            | 0            | 0                  | 0                  | 0                  | 0                  | 0        | 0      | 0           | 0          |
| S. Righetti    | 0        | 0       | 0           | 0          | 1            | 0            | 0            | 0            | 0                  | 0                  | 0                  | 0                  | 1        | 0      | 0           | 0          |
| A. Rosi        | 25       | 2       | 3           | 0          | 1            | 1            | 0            | 0            | 2                  | 0                  | 0                  | 0                  | 28       | 3      | 3           | 0          |
| M. Russo       | 0        | 0       | 0           | 0          | 0            | 0            | 0            | 0            | 0                  | 0                  | 0                  | 0                  | 0        | 0      | 0           | 0          |
| F. Sgarbi      | 21       | 1       | 5           | 0          | 1            | 0            | 0            | 0            | 2                  | 0                  | 0                  | 0                  | 24       | 1      | 5           | 0          |
| D. Sounas      | 36       | 0       | 4           | 0          | 2            | 0            | 1            | 0            | 1                  | 0                  | 0                  | 0                  | 39       | 0      | 5           | 0          |
| A. Tozzuolo    | 0        | 0       | 0           | 0          | 1            | 0            | 0            | 0            | 0                  | 0                  | 0                  | 0                  | 1        | 0      | 0           | 0          |
| V. Vanbaleghem | 27       | 0       | 4           | 0          | 1            | 0            | 0            | 0            | 0                  | 0                  | 1                  | 0                  | 28       | 0      | 5           | 0          |
| M. Vano        | 11       | 1       | 4           | 1          | 0            | 0            | 0            | 0            | 1                  | 0                  | 1                  | 0                  | 12       | 1      | 5           | 1          |